# Bactrocera incisa
Bactrocera incisa
 es una especie de díptero que Walker describió por primera vez en 1861. Bactrocera incisa pertenece al género Bactrocera de la familia Tephritidae.  